# Martanda Bhairava Tondaiman
Martanda Bhairava Tondaiman (Pudukkottai, 26 novembre 1875 – Cannes, 28 maggio 1928) fu Raja di Pudukkottai dal 1886 al 1928.

## Biografia

### I primi anni
Martanda Bhairava Tondaiman nacque il 26 novembre 1875, figlio della principessa Brihadambal Rajammani Sahib di Pudukkottai e da suo marito M.R.Ry. Kolandaswami Pallavarayar Sahib Avargal. La principessa Brihadambal era la figlia primogenita di Ramachandra Tondaiman, il raja di Pudukkottai. Martanda era il figlio terzogenito della coppia. Ancora giovanissimo, Martanda venne ufficialmente adottato da Ramachandra Tondaiman dal momento che questi non aveva avuto figli maschi.
Martanda venne educato privatamente con Fredric Feilden Crossley, un alunno di Cambridge. Martanda si dimostrò particolarmente versato nelle attività sportive e sviluppò un certo gusto per la cultura europea.

### Il regno
Ramachandra Tondaiman morì il 15 aprile 1886 dopo cinquant'anni di regno. Martanda Bhairava Tondaiman fu, quindi, incoronato sovrano all'età di 11 anni con un consiglio di reggenza ad assisterlo capeggiato dal suo diwan, A. Seshayya Sastri, che governò lo stato durante la sua minore età.
Martanda assunse le redini del regno il 27 novembre 1894 quando raggiunse la maggiore età e venne investito dei pieni poteri da Lord Wenlock, Governatore di Madras. Poco dopo essere asceso al trono, Martanda fece richiesta al governo inglese perché gli concedesse la restituzione degli jagir di Manovarti. Gli jagir di Manovarti erano quattro villaggi designati da Vijaya Raghunatha Tondaiman all'inizio dell'Ottocento perché fossero proprietà privata delle sue tre mogli. Dal momento che Martanda non aveva mogli, desiderava che questi jagir ritornassero ad essere proprietà del suo stato. Ad ogni modo, il governo rigettò la sua richiesta.
Durante il suo regno, Martanda prese parte al Delhi Durbar del 1903 ed all'incoronazione di re Giorgio V del Regno Unito nel 1911 a Londra. Nel 1902, Martanda decise di istituire un'assemblea rappresentativa di 30 membri sul modello dell'Assemblea di Mysore. Venne inoltre creato l'officio del consigliere per assistere il diwan.

### Matrimonio e ultimi anni

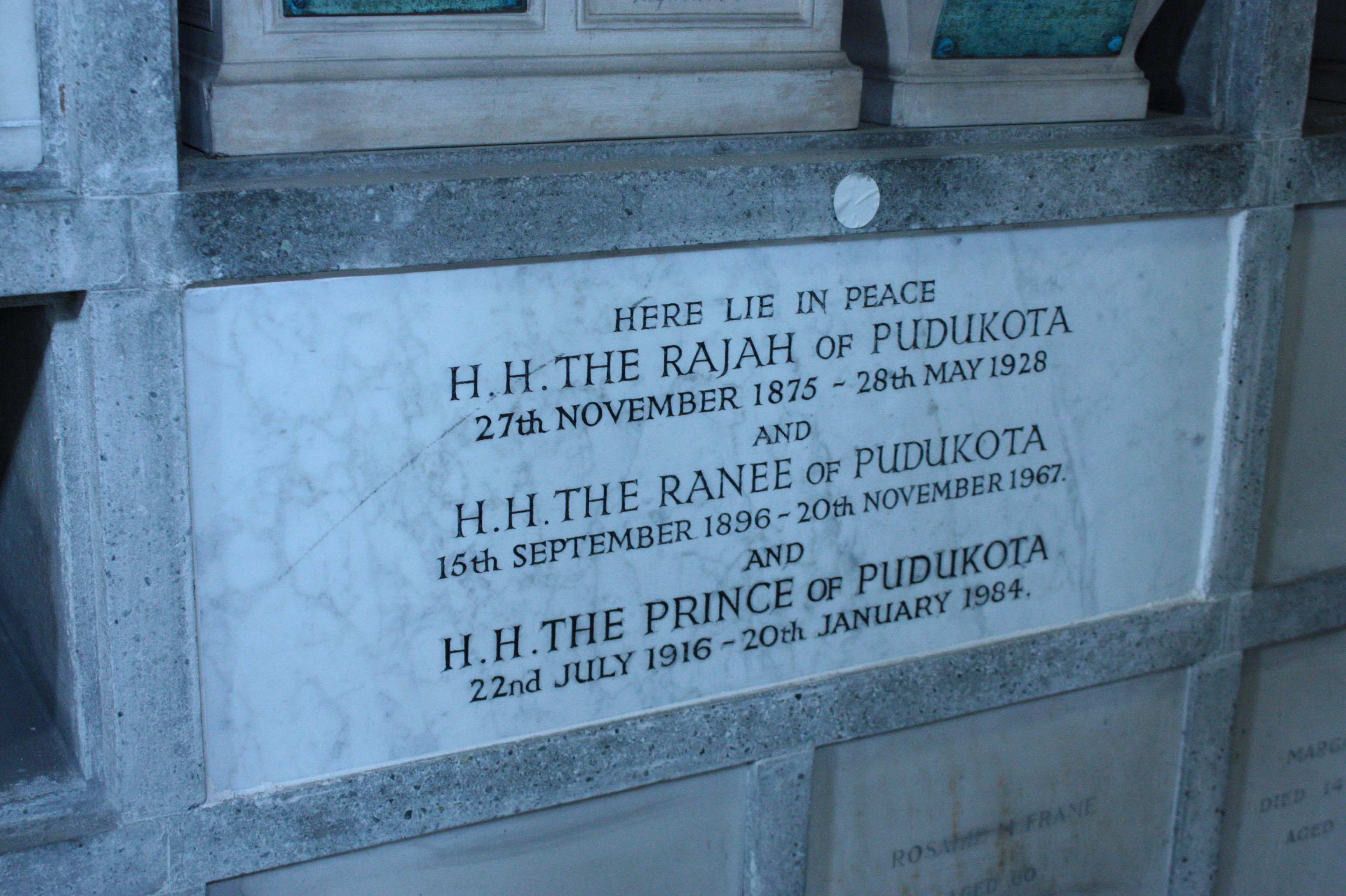
La tomba del raja di Pudukota al Golders Green Crematorium

Nel marzo del 1915, Martanda si portò in Australia dove incontrò Molly Fink all'Hotel Majestic Mansions a Melbourne. Martanda si innamorò ben presto di lei e la seguì a Sydney. Nell'agosto del 1915, Martanda propose a Molly di sposarlo e la coppia si sposò il 10 agosto 1915 al Regsitrar's Office di Melbourne. Il 22 luglio nacque il primo figlio della coppia, Martanda Sydney Tondaiman. Martanda si era fidanzato per breve tempo con una donna americana prima del suo matrimonio con Molly.
Sin dall'inizio di questa storia d'amore, le autorità britanniche si erano dimostrate ostili al matrimonio del raja. Si rifiutarono di riconoscere Molly Fink come legittima consorte di Martanda e di accordarle i privilegi che spettavano al suo rango. Martanda fece ritorno in India nell'ottobre del 1915 con Molly ma vi rimase appena cinque mesi. La coppia si trasferì in Australia dove rimase dal 1916 al 1919 e quindi si portò a Londra e poi a Cannes, dove acquistò una villa, nota col nome di La Favourite. Nel 1921, Martanda rinunciò formalmente al trono di Pudukkottai e nominò suo fratello Raghunatha Pallavarayar a reggere lo stato in sua assenza. Martanda si stabilì in Francia con Molly e Sydney.
Morì il 28 maggio 1928 all'età di 52 anni. Il suo corpo venne cremato e le sue ceneri vennero interrate al Golders Green Crematorium di Londra dal momento che l'India Office rifiutò la richiesta avanzata da Molly di trasportare il suo corpo in India.
Martanda Bhairava Tondaiman venne succeduto come raja di Pudukkottai da suo nipote, Rajagopala Tondaiman, di appena sei anni, con Raghunatha Pallavarayar come reggente.